# Дифілоботріоз
Дифілоботріо́з (лат. diphyllobothriosis, англ. Diphyllobothriasis) — паразитарне інфекційне захворювання — хронічний гельмінтоз, який спричинюють цестоди з роду Diphyllobothrium, найчастіше, стьожак / стьожковець широкий (Diphyllobothrium latum). Ці цестоди паразитують у кишечнику людини або тварин, зумовлюють розлади травної системи, хронічну інтоксикацію та іноді перніціозну В12-фолієводефіцитну анемію.

## Етіологія
У людини можуть паразитувати 10 видів стьожаків / стьожківців (родина Diphyllobothriidae). Серед них найпоширенішим є стьожак / стьожковець широкий — Diphyllobothrium latum. Зараження людини іншими видами виявляють спорадично.

### Будова
Стьожковець широкий, паразитуючи в організмі людини, досягає довжини 2—10 м. Головка (сколекс) паразита має видовжену овальну форму, сплющена з боків. На спинній і черевній поверхнях її розташовані дві глибокі щілини — ботрії, за допомогою яких паразит прикріплюється до слизової оболонки кишки. Тіло (стробіла) складається з багатьох проглотид (сегментів, які іноді називають члениками) шириною до 1,5 см. Ріст і дозрівання проходить від переднього до заднього кінця стробіли. Проглотиди гермафродитні. У зрілих проглотид матка розростається, приймаючи розеткоподібну форму, і наповнюється яйцями.
Запліднені яйця розвиваються у матці, після чого попадають у кишковий вміст через вивідні отвори в проглотидах. Яйця широкого стьожківця сірого кольору, великі, овальної форми, з кришечкою і потовщенням оболонки у вигляді пагорбка на полюсах. Оболонка двоконтурна. У центрі яйця знаходиться зародкова клітина, яка оточена великою кількістю жовткових клітин. Розмір яйця 0,07×0.045 мм.

### Життєвий цикл
Розвиток гельмінта проходить зі зміною трьох хазяїв. Остаточним хазяїном паразита є: людина, собака, котячі, свиня, бурий і білий ведмеді, лисиця, тюлень, нерпа, морж. Першим проміжним хазяїном є прісноводні веслоногі рачки (циклопи і дафнії), другим проміжним (додатковим) — хижі риби (щука, минь, окунь, йорж, тощо).
Широкий стьожковець, паразитуючи в тонкій кишці людини або інших основних хазяїв, виділяє з калом у зовнішнє середовище більше 2 млн яєць. Виділені яйця недозрілі, їх подальший розвиток проходить тільки у прісноводних водоймах при температурі 10—20°С і при наявності у воді не менше 2,0—1,5 мг/л кисню. За таких сприятливих умовах в яйці формується зародок — корацидій. Під впливом світла і механічного подразнення кришечка яйця відкривається, і корацидій у вигляді онкосфери, покритої війками, виходить у воду. За відсутності умов, що стимулюють відкривання кришечки, корацидії можуть зберігати життєздатність в яйці при температурі 10—20°С до 6 міс.
Корацидії, які покинули яйця, живуть у воді при 5°С не більше 12 діб, а при підвищенні температури термін їх життя помітно скорочується. Через це поширення дифілоботріозу найбільше у північних регіонах світу. Корацидії ж, яких проковтнули прісноводні веслоногі рачки, гублять війки і проникають через стінки кишок у порожнину тіла, де через 2—3 тижнів розвиваються в личинку другої стадії — процеркоїд, що має видовжене тіло (до 0,5—0,7 мм), забезпечене кулястим придатком з 6 гачками. Подальший його розвиток проходить у тілі додаткового хазяїна, куди він потрапляє разом з проковтнутим циклопом. У кишках риби циклоп перетравлюється, процеркоїд звільняється і проникає через стінку кишки в м'язи або внутрішні органи (печінка, яєчники тощо). У тілі риби проходить розвиток третьої стадії личинки, яку називають плероцеркоїдом. Він має сформований сколекс, але тіло не розділене на проглотиди. Розміри плероцеркоїда коливаються в межах 1—5 см.
При поїданні великими хижими рибами малих, заражених плероцеркоїдами, останні залишаються в м'язах нового хазяїна. У зв'язку з цим найінтенсивніше інвазовані плероцеркоїдами великі хижі риби (щука, окунь тощо). Плероцеркоїди в тілі риби розвиваються до інвазійної стадії протягом 2,5—3 місяців. При вживанні людиною сирої, недостатньо просмаженої або слабо посоленої риби та її ікри плероцеркоїди прикріплюються до слизової оболонки тонкої кишки цього остаточного хазяїна і протягом 2 місяців розвиваються до статевозрілої стадії.

## Епідеміологічні особливості

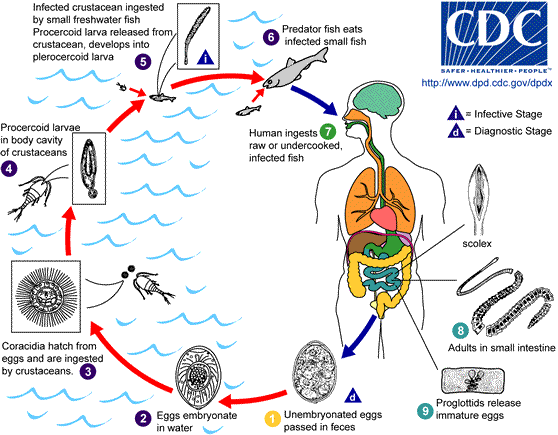
Життєвий цикл Diphyllobothrium latum.

### Поширення
Дифілоботріоз є природно-осередковим захворюванням. Формування його осередків залежить від наявності в місцевості прісноводних водойм, багатих на зоопланктон (веслоногі рачки і певні види риб). Осередки дифілоботріозу поширені у північних районах Європи (Фінляндія, Польща, Швеція), в озерній зоні Франції, Італії, США, Канади. В Російській Федерації вони зосереджені переважно у басейнах Обі, Іртиша, Лени, Єнісею, Печори, Неви, на нижній та середній Волзі, у багатій озерами Карелії. Виявлені ці осередки в дельті Дунаю і басейні Дніпра. Однак поширення дифілоботріозу в Україні незначне через особливості розвитку стьожківця широкого, якому потрібно низька температура у період активності хижих риб, а в наших регіонах такий період відбувається при високій температурі води. Слабке передавання в Україні цієї інвазії пов'язане також з харчовими уподобаннями населення, адже у нас мало поширена практика вживання сирої риби, на відміну від північних регіонів Російської Федерації.
Різноманітність природних і господарських факторів сприяла формуванню на території колишнього СРСР різних типів осередків дифілоботріозу. Найінтенсивніші осередки спостерігають в Північно-Західній частині Росії і в країнах Балтії, що зв'язані з водними системами басейнів Балтійського, Білого і Баренцевого морів. Інтенсивні осередки є на великих озерах — Ладозькому, Онезькому, Чудсько-Псковському. Осередки річкового типу є в долинах Північної Двіни, Печори та інших річок.
Найінтенсивніші осередки дифілоботріозу відзначають у Карелії. Цьому сприяють велика кількість озер, висока щільність населення, розвиток рибальства, вживання в їжу слабко термічно обробленої риби. У Чорноморсько-Азовському регіоні, який займає деякі райони басейнів Дніпра, Дунаю, Пруту, Дону та інших річок, осередки малоінтенсивні. В Україні і Молдові вони розміщені ближче до нижньої течії річок, навколо дельтових ділянок і водосховищ.

### Джерело та резервуар інвазії
Головну роль як джерело інфекції відіграє людина, роль інших кінцевих хазяїв обмежена. Це зв'язано з тим, що ураження населення більш поширене, ніж домашніх і диких тварин. Крім цього, тривалість життя широкого стьожківця в організмі людини коливається від 10 до 20 років і більше, а в собак і диких м'ясоїдних — не довше 2 років, у котів — всього 3—4 тижні. Життєздатність яєць широкого стьожківця, які виділяє людина, становить 95 % від їх загального числа; тоді як тих, що виділяє собака — 50 %.

### Фактори передачі
Від джерела інвазії (людина) яйця паразита потрапляють у воду при випусканні не знезаражених нечистот, проникненні рідини з вигрібних ям, спуску, випорожнень з кораблів, вивезенні взимку нечистот із вбиралень на лід. Яйця стьожківця стійкі до низьких температур. При температурі від 1 до 4°С вони виживають протягом кількох місяців, при — 3 °C — близько 2 тижнів, при — 5 °C — 2 доби. Яйця, що потрапили у водойму восени, можуть зберігати життєздатність під льодом до наступної весни і з настанням тепла продовжити розвиток.
Виживання і розвиток яєць залежать також від ступеня засоленості водойми. Вони зберігають життєздатність у воді при концентрації солей не вище 2,5—3 %. Температура води понад 20°С згубно діє на яйця, що є однією з причин обмеженого поширення дифілоботріозу в Україні, в країнах з жарким кліматом.
Зараження риб проходить частіше на стадії мальків: у цей період вони живляться планктоном, що сприяє проковтуванню інвазованих циклопів. Хижі риби заражаються також при поїданні мальків, в кишках яких знаходяться неперетравлені циклопи з процеркоїдами. Крім цього, хижі риби заражаються при поїданні дорослих риб, органи і м'язи яких інвазовані плероцеркоїдами.
У зв'язку з цим серед річкових риб найбільшу роль у зараженні людей дифілоботріозом відіграють хижі риби (щука, окунь). Серед них найбільш ураженою є щука. Зараження відбувається оральним механізмом. Широко поширене вживання в їжу ікри щуки, свіжої або слабо просоленої, дуже сприяє зараженню населення дифілоботріозом. Те ж спричинює вживання свіжозамороженої, слабо просоленої, погано пров'яленої риби, риб'ячого фаршу.

### Сприйнятливий контингент
Серед різних груп населення найбільш ураженими дифілоботріозом є рибалки, члени їх сімей, робітники рибопереробних підприємств. Окрім природних факторів, на формування осередків дифілоботріозу суттєво впливають санітарний стан населеного пункту, від якого залежить забруднення водойм фекаліями; господарська діяльність населення, його звички і побутові навички; кількість риби і рибних продуктів, що вживають в їжу, спосіб їх термічної обробки.

## Патогенез і клінічні прояви

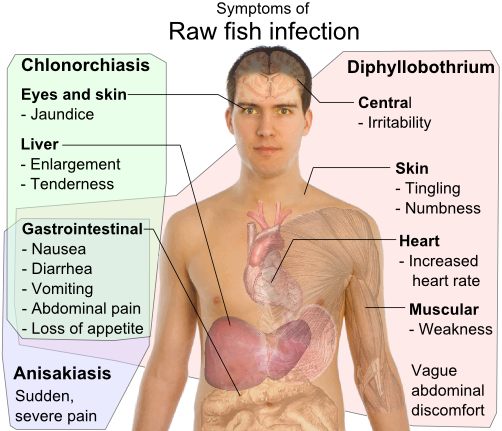
Клінічні симптоми зараження гельмінтами, що походять від риби: Clonorchis sinensis, Anisakis sp. і Diphyllobothrium sp. Всі паразитують у шлунково-кишковому тракті, але мають різні прояви.

Через сенсибілізацію організму антигенами гельмінта розвиваються катаральне запалення слизової оболонки тонкої кишки та інших органів, алергічні реакції, виявляється еозинофілію крові. Защемлення слизової оболонки кишки ботріями гельмінта веде до атрофії тканин і їх некротизації. Механічні подразнення нервових закінчень в кишці тягнуть за собою порушення функцій органів черевної порожнини. У окремих хворих розвивається анемія, причиною якої є нестача вітаміну B12 і фолієвої кислоти. Це пов'язано з адсорбцією стьожківцями з вмісту кишок вітаміну В12, порушенням біосинтезу фолієвої кислоти та інших вітамінів у результаті дисбактеріозу та ферментативних змін. Тяжку дифілоботріозну (перніціозну В12-фолієводефіцитну) анемію спостерігають у 2—3 % інвазованих широким стьожківцем, у 17-20 % — вона має доброякісний перебіг. При анемії хворі скаржаться на слабкість, запаморочення, диспепсичні явища; спостерігають глосит, атрофію сосочків язика. Температура частіше субфебрильна, у багатьох хворих виникає ахілія. Анемія при дифілоботріозі гіперхромна, з високим кольоровим показником мегалобластного типу. Зменшується число еритроцитів і тромбоцитів, падає рівень гемоглобіну, збільшується ШОЕ.
У значної кількості хворих дифілоботріоз перебігає безсимптомно. При маніфестних випадках спостерігають нудоту, біль у животі, розлади кишок, загальну слабкість, зниження працездатності, іноді висип на шкірі; можуть бути епілептиформні припадки.

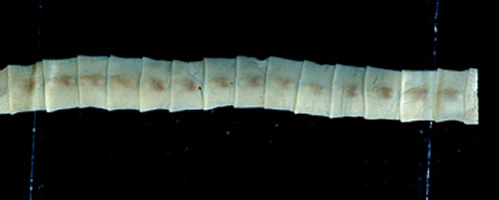
Частина стробіли Diphyllobothrium latum.

## Діагностика
Остаточний діагноз дифілоботріозу треба підтвердити знаходженням яєць паразита при копроовоскопічному (мікроскопічному) дослідженні. Звертають увагу також на виділення з калом фрагментів стробіли гельмінта. Беруть до уваги дані епідеміологічного анамнезу хворого (перебування в осередку дифілоботріозу, вживання в їжу сирої, слабо термічно обробленої риби, свіжої сирої ікри). При наявності дифілоботріозної анемії необхідно її диференціювати з хворобою Аддісона—Бірмера. Ознаками останньої є відсутність вільної хлористоводневої кислоти і гастромукопротеїду в шлунковому соку.

## Лікування
Препаратом вибору в лікуванні дифілоботріозу є празиквантел. Його призначають перорально в дозі 25 мг/кг одноразово.
При вираженій анемії перед дегельмінтизацією призначають вітамін В12 в дозі 200—400 мкг внутрішньом'язово протягом 3—4 тижнів, фолієву кислоту, сиру печінку. При помірній анемії патогенетичну терапію проводять після дегельмінтизації. Після лікування хворі знаходяться на диспансерному обліку протягом 2 міс. За відсутності клінічних ознак захворювання і негативних результатів дослідження калу на наявність гельмінтів їх знімають з обліку. Хворих з анемією після лікування спостерігають не менше року і знімають з обліку за відсутності рецидивів анемії.

## Профілактика
Для запобігання формування осередків дифілоботріозу велику роль відіграє охорона прісних водойм від фекального забруднення шляхом будівництва очисних споруд, знезараження фекалій на кораблях, влаштування каналізованих вбиралень; суворий контроль за скиданням у водойми знезаражених від яєць гельмінтів побутових, промислових стічних вод і нечистот з населених пунктів.
Важливо виявити інвазованих стьожківцем широким і провести якісну їх дегельмінтизацію. Ці заходи здійснюють у плановому порядку серед рибалок, членів їх сімей, робітників рибної промисловості, екіпажу річкових суден. На підприємствах рибної промисловості та громадського харчування здійснюють санітарно-гельмінтологічну експертизу риби і рибних продуктів; знезаражують інвазовану плероцеркоїдами рибу. Особиста профілактика полягає в тому, щоб не вживати в їжу сиру, недостатньо солену, смажену чи варену рибу, свіжу малосольну ікру. Рибний фарш, котлети і дрібну рибу необхідно смажити не менше ніж 15-20 хвилин, а нерозпластані частини великої риби — не менше 30—40 хвилин. При температурі 21—22°С загибель плероцеркоїдів настає через 18 годин, при 10—12°С — через 3 доби, при 6—8°С — через 7 діб. Дрібну рибу знезаражують від плероцеркоїдів шляхом витримування у 20 % водному розчині кухонної солі протягом 1-ї доби, велику — протягом 10 діб. Ікру необхідно обробляти окропом. В осередках дифілоботріозу необхідно проводити дегельмінтизацію собак і котів, інвазованих стьожківцем широким.
Важливе значення має санітарно-освітня робота серед населення.